# Желтау (Павлодарская область)
Желтау (каз. Желтау) — упразднённое село в Баянаульском районе Павлодарской области Казахстана. Упразднено в 2017 году. Входило в состав Куркелинского сельского округа. Расположено примерно в 60 км к югу от Баянаула. Код КАТО — 553647339.

## Население
В 1999 году население села составляло 122 человека (64 мужчины и 58 женщин). По данным переписи 2009 года в селе проживал 21 человек (11 мужчин и 10 женщин).